# Patrick Mason
Patrick Mason (Londra, 1951) è un regista teatrale e direttore artistico britannico.

## Biografia
Dopo gli studi alla Central School of Speech and Drama di Londra, Patrick Mason ha insegnato teatro all'Università di Manchester per alcuni anni a partire dal 1974. Successivamente ha abbandonato la carriera accademica per quella teatrale e nel 1977 si è unito all'Abbey Theatre di Dublino in veste di regista.
Apprezzato interprete del repertorio teatrale irlandese, nel 1992 ha vinto il Drama Desk Award e il Tony Award per la sua regia del dramma Dancing at Lughnasa in scena a Broadway. Successivamente è tornato a lavorare a Dublino come direttore artistico dell'Abbey Theatre dal 1993 al 1999. Mason ha curato anche la regia di numerose opere liriche in teatri di alto profilo, tra cui il Trittico di Puccini al London Coliseum, Don Pasquale all'Opera israeliana e Rigoletto all'Opera North.
Omosessuale dichiarato, Mason è impegnato in una relazione con l'insegnante Sean McCarthy dagli anni ottanta.

## Filmografia

### Attore
- Un amore, forse due (The Miracle), regia di Neil Jordan (1991)